# Australiens riksvapen

Det tidigare vapnet (1908–1912)

Australiens riksvapen har emun och kängurun som sköldhållare. Skölden är delad i sex fält med motiv hämtade från vart och ett av de sex delstaternas vapen. Georgskorset med ett lejon och fyra stjärnor står för Nya Sydwales, kronan och två stjärnor ur Södra korset för Victoria, malteserkorset med en krona för Queensland, en törnskata för Sydaustralien, en svart svan för Västaustralien och ett lejon för Tasmanien. Överst finns en samväldesstjärna. Statsvapnet har varit i bruk sedan 1912.